# Mypio
mypio war ein in Deutschland und Österreich verfügbarer Telekommunikations-Service der österreichischen Digital Privacy GmbH, der es ermöglichte, zusätzliche Telefonnummern am Handy zu haben, ohne dass zusätzliche SIM-Karten oder Smartphones benötigt wurden. Der Nutzer benötigte dafür aber einen bereits bestehenden Mobilfunkvertrag mit einem österreichischen oder deutschen Mobilfunkanbieter. Zusätzlich musste er sich die mypio-App auf seinem Telefon installieren.
Im Dezember 2018 meldete der Betreiber Insolvenz an. Der Dienst wurde zum Februar 2019 eingestellt.
Im Gegensatz zu Voice-over-IP-Applikationen verwendete der Service das Telefonnetz und funktionierte über GSM und LTE. Aus diesem Grund konnte mypio auch verwendet werden, wenn keine Datenverbindung bestand.
mypio war in Österreich ein MVNO (virtueller Netzbetreiber) mit der eigenen Vorwahl 0668. In Deutschland nutzte mypio das Vodafone-Netz.